# ムニンカケザトウムシ
ムニンカケザトウムシ（無人かけ座頭虫）学名 Bandona boninensis はカケザトウムシ科に分類されるザトウムシの一種。
日本の小笠原諸島と中国の雲南省から知られ、ドイツ のフランクフルトの植物園からも同種の可能性のあるものが発見されている。カケザトウムシ科では日本に生息する唯一の種である。
和名の「ムニン」は小笠原諸島の古名「無人島」から。「カケ」の意味は不明だが、この科は1対の触肢を体の前面でX字状に交差させているのが特徴とされるため、それに関連する可能性がある。属名 Bandona はこの属のタイプ種 Bandona palpalis の産地であるタイ国の Bandon （バーンドーン＝現・ムアンスラートターニー郡）に因み、種小名は Bonin（小笠原諸島の英語名）＋ensis（に産する〜）の意。

## 分布
- 日本：小笠原諸島
  - 父島（タイプ産地）、兄島[4]、母島[5]
- 中国：雲南省 [6]
  - 景东彝族自治县 文龍郷 標高1284m （北緯24度38分00.00秒 東経100度44分00.00秒 / 北緯24.6333333度 東経100.7333333度）
  - 镇沅彝族哈尼族拉祜族自治县 古城郷 標高1014m （北緯23度43分00.00秒 東経101度08分00.00秒 / 北緯23.7166667度 東経101.1333333度）
- ドイツ：フランクフルト （種名は未確定）
  - パルメンガルテンの温室内（移入）

最初に発見されたのは小笠原諸島の父島で、それが1974年に新種として報告された。このため当初は小笠原の固有種として扱われたが、2010年に中国の雲南省の高地からも同種が発見され、2012年にはドイツのフランクフルトの植物園・パルメンガルテン（椰子庭園）の温室でも本種に非常によく似たものが発見された。さらにタイとセーシェルから報告のあるムニンカケザトウムシ属のタイプ種 Bandona palpalis とムニンカケザトウムシとは同一種かも知れないとの見解もある（後述）。

## 形態
※原記載や Zhang 他（2010）には本種の形態を描画したわかりやすい図があり、詳しく知りたい場合はこれらを参照するのが良い。
体長は3.5-4.0mmで、小さな体に長く発達した4対の歩脚が付いた一般的なザトウムシの姿をしている。体は後方でやや幅広くなる丸味を帯びた縦長の台形。
前体（頭胸部）はほぼ横長の四角形で、前縁中央には前方を向く小突起を1本、左右前角にはやや外方を向く小突起を各2本、計5本の突起をもつ。中央の小突起の後方には眼丘があり、その左右に1個ずつ単眼がある。後体（腹部）のうち、第1節から5節までの背板は融合して盾甲（背甲）となり頭胸部と癒合する。前体と盾甲との境界には横走する弱い括れがある。体の地色は橙黄色で、頭胸甲は中央域が暗褐色、背甲は1対の暗褐色縦帯があり中央と両側部には橙黄色の地色を残す。腹部第6節から8節の各節は、横長の背板が暗褐色となって横縞状に見える。
鋏角の第1節は短く球状に膨らみ、表面には小さな棘状突起が多数あり、メスでは端部近くの後側面に他の突起よりも明かに大きい棘状突起が1個あり、オスではメスと同様の大きな1個の突起とともに、それに隣接するやや小さい突起がある。第2節には突起はなく毛のみがあり、末端が伸びて末節と対峙しハサミを形成する。
触肢は側扁し、多くの棘で武装した捕獲型で、普段は体の前でX字状に交差させている。触肢の基節には1個の棘突起があり、転節は腹面に1個の長い突起と、背面にニ叉する歯状突起（メス）か2個の歯状突起（オス）をもつ。続く腿節、膝節、脛節、跗節にはいずれも発達した鋸歯状の突起が多数あり、脛節には特に長く発達した棘突起が前側面に2本、腹面に1本ある。
歩脚は4対（クモ綱に共通）で、それらの基節は橙黄色、転節は淡褐色、腿節から先は暗褐色で端部のみが狭く淡色になる。第1基節から第3基節まではそれぞれの前縁、中央、後縁に計3列ずつの小突起列をもち、これらは特に第1基節で強い。第4基節の後角近くにある気門は腹面から見える。
産卵管は先端が2葉になり、背面に3対、腹面に2対の剛毛がある。
陰茎は細長く先端はやや幅広くなり、腹板の中央に小さい切れ込みがある。背側には多数の細い棘を伴った”漏斗”（spiny funnel）があり、そこからスタイラス（stylus）が伸びる。スタイラスは両側に狭い翼状部をもち、先端がフック状に曲がっていて、側面から見ると嘴のある鳥の様な形に見える。

## 生態
生息環境
小笠原諸島では珊瑚礁上や海岸近くの海浜植物の落葉に被われた石の下、樹林内の林床、屋内の床上などに見られ、雲南省では石やレンガの下、廃棄されたタイルの下などに生息し、しばしば道路脇など乾燥気味の場所にも見られるなど、ザトウムシ類としては生息可能な環境の幅が比較的広いと考えられている。
繁殖
当初より小笠原諸島から報告された個体の全てがメスであったことから、メスのみで繁殖する単為生殖の種であると考えられていたが、2010年に中国雲南省で確認された20個体の中にオスが1個体含まれており、初めてオスの存在が報告された。しかしその後も小笠原ではメスしか確認されないことから、同諸島の個体群は依然として単為生殖である可能性が高いと見られている。更には父島の離れた4地点から採取された本種17個体について外部形態と遺伝的変異が調べられた結果では、外部形態にはほとんど変異がなく、ミトコンドリアDNAのCOI領域と核DNAの28SrRNA領域の塩基配列にも塩基置換が見られなかったことから、父島の島内においては遺伝的にほとんど分化していないこともほぼ明らかとなっている。
鶴崎（1991）は、これらのことを予言していたかのように「小笠原における分布がもし単為生殖の分布拡大上の利点（すなわち1個体の入植でコロニーを築ける）から成し遂げられたものならば、東南アジアのどこかにもこれと同種の集団が分布している可能性がある」と述べている。この記述の約20年後、前述のとおり小笠原から遠く離れた雲南省の高地から実際に本種が発見され、25年後には小笠原の個体群があたかもクローン集団のように遺伝的に均一な一群である可能性が高まったことで、鶴崎の推測は裏付けられた。従って、これまでに判明している産地以外にも生息地が存在する可能性や、入植されたたった1個体のメスの単為生殖によって小笠原の個体群が形成された可能性もまた否定できなということになった。

### 移入個体群？
2012年にフランクフルトにある温帯・熱帯植物園・ パルメンガルテン（椰子庭園）の温室で本種に極めて良く似たものが複数個体みつかり、「 Bandona sp. cf. boninensis 」として記録された。この学名表記のうち、「sp.」は「…の一種」の意、「cf.」は「…を参照」の意で、全体で「boninensis（ムニンカケザトウムシ）を参照すべきBandona（ムニンカケザトウムシ属）の1種」という意味になるが、よりわかりやすく言うと「ムニンカケザトウムシかと思われるが、詳細な検討がなされるまで種名の確定は保留しておく」との意である。生息環境の状況から明らかに移入個体群であると見なされている。
一方、1997年にセーシェル諸島のシルエット島（シウエット島）、ラ・パスの
ダウバン湿地付近（Dauban marsh, La Passe. Silhouette）でも似た種が1個体採取されており、こちらはバルセロナ大学のMaria Rambla博士によって他方の1種 Bandona palpalis Roever, 1927 に同定された。しかし博士はその際の私信で、ムニンカケザトウムシと Bandona palpalis とはおそらく同種であろうと述べたという。もしこの見立てが正しいなら、ムニンカケザトウムシ属の既知種は B. palpalis ただ1種となり、分布域も小笠原、雲南省、タイ、セーシェルまでの広い範囲にまたがることになる。さらにフランクフルトの植物園の移入個体群も同一種である可能性が非常に高まり、セーシェルのものも移入の可能性があることから、本種は物資や植物等に付随して移動定着しやすい種ということになり、小笠原の個体群についてもその可能性があることは上記のとおりである。

## 分類
原記載
- Bandona boninensis S. Suzuki, 1974: 130-133. figs.1-8.[2]
- タイプ産地：Ōmura, Is. Chichi-jima, Ogasawara Shoto (the Bonin Islands) [小笠原諸島父島大村]
- ホロタイプ："male, 4-VIII-1973 (Hiroshi Minato)" [オス 1973年8月4日（湊宏採取）]。広島大学理学部動物学教室所蔵（タイプ標本の登録番号などは原記載に記されていない）。なお、"male"（オス）と記されているのは female（メス）の誤り。

類似種（あるいは同一種）
カケザトウムシ科にはおよそ248属435種が分類されており、そのうちの1属であるムニンカケザトウムシ属 Bandona には、ムニンカケザトウムシとタイから記載された本属のタイプ種 Bandona palpalis Roewer, 1927 の2種のみが知られている。ムニンカケザトウムシは、メスの鋏角第1節に棘状の小突起があること、触肢の転節背面にニ叉した歯状突起があることで B. palpalis と区別されているが、これらの突起には変異もあり、前述のとおり両者は同一種であろうとする意見もある。もし同種と見なされた場合には、学名の先取権のルールから B. boninensis Suzuki, 1974は B. palpalis Roewer, 1927の異名となり、ムニンカケザトウムシ属には B. palpalis 1種のみが残ることになる。

## 人との関係
人への直接的な利害は知られていない。しかし人為的な物資の移動によって本種も移動し、侵入先で外来個体群を形成している可能性がある（#移入個体群？の節を参照)。

## 小笠原諸島のザトウムシ類
小笠原諸島のザトウムシ目については鈴木正將が1974年にムニンカケザトウムシとミナトザトウムシを報告したのが最初とされ、それ以降に記録された2種を含め、これまでに以下の4種が記録されている。
- カケザトウムシ科
  - ムニンカケザトウムシ Bandona boninensis Suzuki, 1974 父島・兄島・母島（本項）
- マザトウムシ科
  - ミナトザトウムシ Hologagrella minatoi Suzuki, 1974 母島（原記載後は再確認されていない）
  - ムニンザトウムシ Verpulus boninensis Suzuki, 1978 母島（原記載後は再確認されていない）
  - ムニンセグロザトウムシ Verpulus similis Suzuki, 1978 母島（原記載後は再確認されていない）

かつてはこれらの4種の全てが小笠原諸島の固有種とされていたが、上述のとおり父島列島のムニンカケザトウムシが他にも生息することが報告されたため、父島列島には固有種が知られないことになった。したがって小笠原諸島の固有種は母島に生息するマザトウムシ科の3種のみとなる。これらのうちムニンザトウムシとムニンセグロザトウムシは近縁種であることから、同諸島内もしくは母島の島内で種分化した可能性があると考えられている。しかし母島の3種はいずれも原記載以降生息が確認されていないという。